# Türkiye Kupası 1977/78
Die Türkiye Kupası 1977/78 war die 16. Auflage des türkischen Fußball-Pokalwettbewerbes. Der Wettbewerb begann am 21. September 1977 mit der 1. Hauptrunde und endete am 24. Mai 1978 mit dem Rückspiel des Finals. Im Endspiel trafen Adana Demirspor und Trabzonspor aufeinander. Adana Demirspor nahm zum ersten Mal am Finale teil. Für Trabzonspor war es das vierte Mal in Folge.
Samsunspor war für diese Spielzeit gesperrt.

## 1. Hauptrunde
Erdemir Ereğlispor erhielt ein Freilos und war für die nächste Runde qualifiziert.
|                        | Ergebnis              |                            |
| ---------------------- | --------------------- | -------------------------- |
| Trabzonspor (Amateure) | 3:1                   | Diyarbakır Karadağ Gençlik |
| Akçaabat Sebatspor     | 2:1                   | Erzincan Karagücü          |
| Çaykurspor             | 3:0                   | Muş Idman Yurdu            |
| Erzurumspor            | 1:0                   | Erzincanspor               |
| Karşıyaka SK           | 2:0                   | Uşakspor                   |
| Malatyaspor            | 7:1                   | Sivas Demirspor            |
| Ceyhanspor             | 3:1 n. V.             | Konya Demirspor            |
| Çorumspor              | 0:2                   | Tokatspor                  |
| İçel Demirspor         | 0:1                   | Konya Ereğlispor           |
| Kayseri Sümerspor      | 0:1                   | Tarsus İdman Yurdu         |
| Nizpispor              | 0:1                   | Hatayspor                  |
| Bursaspor (Amateure)   | 1:4                   | İstanbulspor               |
| Edirnespor             | 3:1                   | Babaeskispor               |
| Hacettepe              | 1:1 n. V. (4:3 i. E.) | Petrol Ofisi SK            |
| Kütahyaspor            | 3:2                   | Izmir Denizgücü            |
| Alibeyköy Adalet       | 0:0 n. V. (4:3 i. E.) | Kırklarelispor             |
| Fatih Karagümrük SK    | 2:1                   | Lüleburgazspor             |
| Izmirspor              | 3:2                   | Kuşadası Gençlik           |
| Kasımpaşa Istanbul     | 3:0                   | Eskişehirspor (Amateure)   |
| Ödemişspor             | 1:1 n. V. (5:4 i. E.) | Ülküspor                   |

## 2. Hauptrunde

### 1. Runde
|                        | Ergebnis              |                    |
| ---------------------- | --------------------- | ------------------ |
| Altınordu Izmir        | 1:2                   | İspartaspor        |
| İstanbulspor           | 1:3                   | Bandırmaspor       |
| Trabzonspor (Amateure) | 1:3                   | Rizespor           |
| Gaziantepspor          | 4:0                   | Malatyaspor        |
| Hatayspor              | 1:0                   | Şanlıurfaspor      |
| İskenderunspor         | 1:1 n. V. (3:4 i. E.) | Elazığspor         |
| Kayserispor            | 1:0                   | Ankara Demirspor   |
| Sakaryaspor            | 0:1                   | Sarıyer GK         |
| Sivasspor              | 5:0                   | Çaykurspor         |
| Tarsus İdman Yurdu     | 3:0                   | Ceyhanspor         |
| Tokatspor              | 3:0                   | Giresunspor        |
| Alibeyköy Adalet       | 1:1 n. V. (3:2 i. E.) | Beykozspor         |
| Düzcespor              | 2:0                   | Balıkesirspor      |
| Eskişehir Demirspor    | 5:3                   | Keçiörengücü       |
| Gençlerbirliği Ankara  | 1:0                   | MKE Kırıkkalespor  |
| Karabükspor            | 2:0                   | Erdemir Ereğlispor |
| Karşıyaka SK           | 2:1                   | Göztepe Izmir      |
| Kütahyaspor            | 1:0                   | Manisaspor         |
| Denizlispor            | 2:3                   | Antalyaspor        |
| Tekirdağspor           | 5:1                   | Kasımpaşa Istanbul |
| Tirespor               | 2:0                   | Ödemişspor         |
| Konyaspor              | 2:3                   | Konya Ereğlispor   |
| Fatih Karagümrük SK    | 2:3                   | Kocaelispor        |
| Izmirspor              | 0:0 n. V. (4:3 i. E.) | Aydınspor          |
| Konya İdman Yurdu      | 0:1                   | Şekerspor          |
| Akçaabat Sebatspor     | 1:1 n. V. (3:4 i. E.) | Erzurumspor        |
| Vefa SK                | 1:0                   | Edirnespor         |

|             | Ergebnis |                  |
| ----------- | -------- | ---------------- |
| Kayserispor | 2:0      | Alibeyköy Adalet |

Kayserispor war durch diesen Sieg für die 2. Runde der 2. Hauptrunde qualifiziert.

### 2. Runde
|                  | Ergebnis              |                       |
| ---------------- | --------------------- | --------------------- |
| Elazığspor       | 2:0                   | İspartaspor           |
| Erzurumspor      | 2:0                   | Hatayspor             |
| Kayserispor      | 1:0                   | Karabükspor           |
| Sivasspor        | 3:0                   | Gençlerbirliği Ankara |
| Tokatspor        | 3:1                   | Kocaelispor           |
| Düzcespor        | 2:0 n. V.             | Tarsus İdman Yurdu    |
| Konya Ereğlispor | 1:0 n. V.             | Eskişehir Demirspor   |
| Bandırmaspor     | 0:0 n. V. (4:5 i. E.) | Gaziantepspor         |
| Kütahyaspor      | 0:0 n. V. (4:5 i. E.) | Izmirspor             |
| Şekerspor        | 0:1                   | Rizespor              |
| Tekirdağspor     | 2:0                   | Karşıyaka SK          |
| Tirespor         | 1:0                   | Antalyaspor           |
| Vefa SK          | 4:2                   | Sarıyer GK            |

## 3. Hauptrunde
|                      | Gesamt |                     | Hinspiel | Rückspiel |
| -------------------- | ------ | ------------------- | -------- | --------- |
| Beşiktaş Istanbul    | 3:1    | Tirespor            | 2:1      | 1:0       |
| Diyarbakırspor       | 2:5    | Zonguldakspor       | 1:2      | 1:3       |
| Elazığspor           | 2:4    | Bursaspor           | 2:1      | 0:3       |
| Erzurumspor          | 0:1    | MKE Ankaragücü      | 0:0      | 0:1       |
| Gaziantepspor        | 3:0    | Vefa SK             | 2:0      | 1:0       |
| Orduspor             | 1:2    | Rizespor            | 1:0      | 0:2 n. V. |
| Mersin İdman Yurdu   | 2:3    | Sivasspor           | 2:0      | 0:3 n. V. |
| Tokatspor            | 2:5    | Kayserispor         | 0:1      | 2:4       |
| Boluspor             | 0:3    | Fenerbahçe Istanbul | 0:0      | 0:3       |
| Düzcespor            | 5:4    | Konya Ereğlispor    | 5:1      | 0:3       |
| Fenerbahçe Istanbul  | 3:2    | Altay Izmir         | 1:1      | 2:1       |
| Altay Izmir          | 3:2    | Adanaspor           | 2:1      | 1:1       |
| Galatasaray Istanbul | 5:0    | Izmirspor           | 4:0      | 1:0       |
| Tekirdağspor         | 1:3    | Adana Demirspor     | 0:1      | 1:2       |

## 4. Hauptrunde
|                      | Gesamt          |                   | Hinspiel | Rückspiel |
| -------------------- | --------------- | ----------------- | -------- | --------- |
| Fenerbahçe Istanbul  | 2:1             | Beşiktaş Istanbul | 2:1      |           |
| Rizespor             | 2:3             | MKE Ankaragücü    | 1:1      | 1:2       |
| Kayserispor          | 3:2             | Altay Izmir       | 2:0      | 1:2 n. V. |
| Sivasspor            | 0:6             | Bursaspor         | 0:2      | 0:4       |
| Adana Demirspor      | 0:0 (5:3 i. E.) | Eskişehirspor     | 0:0      | 0:0       |
| Düzcespor            | (a)1:1(a)       | Zonguldakspor     | 1:1      | 0:0       |
| Galatasaray Istanbul | 3:0             | Gaziantepspor     | 1:0      | 2:0       |

## Viertelfinale
|                      | Gesamt |                 | Hinspiel | Rückspiel |
| -------------------- | ------ | --------------- | -------- | --------- |
| Galatasaray Istanbul | 0:1    | Kayserispor     | 0:1      | 0:0       |
| MKE Ankaragücü       | 0:2    | Adana Demirspor | 0:1      | 0:1       |
| Zonguldakspor        | 0:2    | Trabzonspor     | 0:0      | 0:2       |
| Fenerbahçe Istanbul  | 2:3    | Bursaspor       | 1:2      | 1:1       |

## Halbfinale
|                 | Gesamt |             | Hinspiel | Rückspiel |
| --------------- | ------ | ----------- | -------- | --------- |
| Adana Demirspor | 2:0    | Kayserispor | 2:0      | 0:0       |
| Bursaspor       | 0:1    | Trabzonspor | 0:0      | 0:1       |

## Finale

### Hinspiel
| Paarung         | Trabzonspor – Adana Demirspor |
| Ergebnis        | 3:0 (2:0) |
| Datum           | 10. Mai 1978 um 15:00 Uhr |
| Stadion         | Trabzon-Şehir-Stadyumu, Trabzon |
| Schiedsrichter  | Ziya Türkdoğan |
| Tore            | 1:0 Ali Kemal Denizici (1.) 2:0 Mehmet Ekşi (13.) 3:0 Cemil Usta (90., Elfmeter) |
| Trabzonspor     | Şenol Güneş – Turgay Semercioğlu, Mehmet Ekşi, Cemil Usta, Necati Özçağlayan, Kadir Özcan – Orhan Akyüz, Serdar Bali, Galip Değerli – Ali Kemal Denizci (70. Faruk Sağlam), Cengiz Akçay (46. Hüseyin Tok) Cheftrainer: Ahmet Suat Özyazıcı |
| Adana Demirspor | Eser Özaltındere – Ahmet Yaşar, Savaş Erol, Ömer Gülen, Orhan Uçak – Hüseyin Çelik, Necmettin Dağdeviren, Raşit Karasu, (74. İsmail Güner) – Rasin Gürcan, Fevzi Kezan (79. Burhan Sürer), Sinan Turhan Cheftrainer: Yüksel Doğanay         |

### Rückspiel
| Paarung         | Adana Demirspor – Trabzonspor |
| Ergebnis        | 0:0 |
| Datum           | 24. Mai 1978 um 19:00 Uhr |
| Stadion         | Adana Şehir Stadyumu, Adana |
| Schiedsrichter  | İhsan Türe |
| Tore            | keine |
| Adana Demirspor | Eser Özaltındere – Necmettin Dağdeviren, Ömer Gülen, Orhan Uçak, Yavuz Bentürk – Savaş Erol, Hüseyin Çelik, Ahmet Yaşar, Eren Talu – Raşit Karasu, Fevzi Kezan Cheftrainer: Yüksel Doğanay                                |
| Trabzonspor     | Şenol Güneş – Kadir Özcan, Ahmet Ceyhan (46. Galip Değerli), Mehmet Ekşi, Turgay Semercioğlu – Necati Özçağlayan, Cemil Usta, Serdar Bali, Orhan Akyüz – Yaşar Alemdaroğlu, Cengiz Akçay Cheftrainer: Ahmet Suat Özyazıcı |
| Gelbe Karten    | Necmettin Dağdeviren, Hüseyin Çelik – Cengiz Akçay, Mehmet Ekşi |

## Beste Torschützen
| Rang | Spieler           | Verein               | Tore |
| ---- | ----------------- | -------------------- | ---- |
| 1    | Bünyamin Çulcu    | Bursaspor            | 4    |
| 1    | Sedat Özden       | Bursaspor            | 4    |
| 1    | Sinan Turhan      | Adana Demirspor      | 4    |
| 1    | Cengiz Yazıcıoğlu | Kayserispor          | 4    |
| 5    | Ismail            | Düzcespor            | 3    |
| 5    | Gökmen Özdenak    | Galatasaray Istanbul | 3    |
| 5    | Engin Verel       | Fenerbahçe Istanbul  | 3    |
| 5    | Yılmaz Yavman     | Kayserispor          | 3    |
| 9    | Fehmi             | Konya Ereğlispor     | 2    |
| 9    | Sava Paunovic     | Beşiktaş Istanbul    | 2    |